# César Marín
César Pablo Marín González (Cerro Navia, Región Metropolitana, Chile, 23 de enero de 1972) es un exfutbolista y entrenador chileno. Jugaba de volante.

## Selección nacional
Representó a la Selección chilena sub-20 en el Sudamericano sub-20 de 1991. La Roja quedó eliminada en primera fase.

### Participaciones en sudamericanos
| Torneo                      | Sede      | Resultado     |
| --------------------------- | --------- | ------------- |
| Sudamericano Sub-20 de 1991 | Venezuela | Primera Ronda |

## Clubes
| Club                      | País  | Año       |
| ------------------------- | ----- | --------- |
| Universidad Católica      | Chile | 1987-1992 |
| Santiago Wanderers        | Chile | 1992-1993 |
| Universidad Católica      | Chile | 1994      |
| Deportes La Serena        | Chile | 1995-1998 |
| Coquimbo Unido            | Chile | 1999      |
| Deportes Antofagasta      | Chile | 2000-2001 |
| Universidad de Concepción | Chile | 2002      |

## Palmarés

### Torneos nacionales
| Título     | Equipo               | País  | Año  |
| ---------- | -------------------- | ----- | ---- |
| Copa Chile | Universidad Católica | Chile | 1991 |
| Primera B  | Deportes La Serena   | Chile | 1996 |

### Torneos internacionales
| Título              | Equipo               | País  | Año  |
| ------------------- | -------------------- | ----- | ---- |
| Copa Interamericana | Universidad Católica | Chile | 1994 |